# Тулио Танака
Маркус Тулио Танака (на японски 田中 マルクス 闘莉王, на латиница Tanaka Marukusu Tūrio) е японски футболист, роден на 24 април 1981 г. в Палмейра д′Оесте, Бразилия. Баща му е от японско-бразилски, а майка му от италианско-бразилски произход. Играе на поста защитник за Нагоя Грампус и Япония.

## Клубна кариера
На петнадесетгодишна възраст Тулио се мести от Бразилия в Япония, където завършва обучението си, след което подписва договор с първодивизионния Санфрече Хирошима. След изпадането на отбора във втора дивизия през 2002 г., Тулио отива под наем в Мито ХолиХок. На 10 октомври 2003 г. Тулио получава японско гражданство. След един сезон в Мито той подписва с първодивизионния Урава Ред Дайъмъндс. През 2006 г. е с основен принос за шампионската титла, а самият той печели наградата за най-добър играч на първенството, както и за футболист на годината в Япония. През 2009 г. се стига до разрив в отношенията му с ръководството на отбора след като публично критикува трансферната политика на отбора и Тулио преминава в тобора на Нагоя Грампус.

## Национален отбор
През 2004 г. Тулио участва на Летните олимпийски игри с олимпийския отбор на Япония. Дебютира при мъжете на 9 август 2006 г. срещу Тринидад и Тобаго. Пропуска Купата на Азия през 2007 г. заради контузия. През 2010 г. играе във всичките четири мача на Япония на Световното първенство в Южна Африка. В подготвителен мач преди първенството той отбелязва гол и автогол при загубата с 2:1 от Англия.

### Голове
| # | Дата             | Място              | Съперник         | Гол в мача | Краен резултат | Повод |
| - | ---------------- | ------------------ | ---------------- | ---------- | -------------- | ----- |
| 1 | 15 ноември 2006  | Сапоро, Япония     | Саудитска Арабия |            | 3:1            | КАК   |
| 2 | 22 август 2007   | Оита, Япония       | Камерун          |            | 2:0            | П     |
| 3 | 14 юни 2008      | Банкок, Тайланд    | Тайланд          |            | 3:0            | СК    |
| 4 | 19 ноември 2008  | Доха, Катар        | Катар            |            | 3:0            | СК    |
| 5 | 17 юни 2009      | Мелбърн, Австралия | Австралия        |            | 1:2            | СК    |
| 6 | 8 октомври 2009  | Шидзуока, Япония   | Хонконг          |            | 6:0            | КАК   |
| 7 | 11 февруари 2010 | Токио, Япония      | Хонконг          |            | 3:0            | ИАПК  |
| 8 | 30 май 2010      | Грац, Австрия      | Англия           |            | 1:2            | П     |

## Успехи
Урава Ред Дайъмъндс
- Джей Лига 1
  - Шампион: 2006
- Купа на Императора
  - Носител: 2005, 2006
- Суперкупа на Япония
  - Носител: 2006
- Шампионска лига на АФК
  - Шампион: 2007
- Футболист №1 на Япония
  - Носител: 2006
- Най-добър играч на Джей Лигата
  - Носител: 2006
- Идеален отбор на Джей Лигата
  - 2004, 2005, 2006, 2007, 2008, 2009